# 下河原村 (鳥取県)
下河原村（しもがわらむら）は、伯耆国会見郡（のち鳥取県会見郡）にかつて存在した村（自然村）である。旧鳥取藩領。

## 地理
東の福万村へ3町。南の押口村へ5町。西の遠藤村へ2町。北の尾高村へ15町。

## 歴史
- もとは福万村の枝郷である[2]。
- 享和3年 - 新田として幕府に届出される[2]。
- 1870年（明治3年） - 領内限りで分村する[2]。明治初年福万村に合併する[2]。下河原は呼称が変わり中福万、下福万となる[3][注 1]。

## 経済
村高は『伯耆志』によると220石余。『元治郷村帳』によると229石余。

## 人口
『伯耆志』によると家18戸、82人。

## 地域
社倉、小祠4、辻堂1がある。下河原神社がある。産土神は尾高村にある大神山神社。
米子市日下の瑞仙寺蔵『会見郡久坂山瑞仙寺年中筆記』（寛政四年）の正月の記事に「一 下河原村鉢屋来る。黒米壱升・小餅三ツ、外ニ袋持エ弐合程遣ス。」「一 下河原村穢多エ黒米壱升、外ニ袋持エ少シ遣ス。」とあり、下河原村に鉢屋、穢多などの賤民が存在していたことを確認できる。
黒坂の緒形仁平の開墾によって出来た田地がある。